# Route nationale 244
Die Route nationale 244, kurz N 244 oder RN 244, ist eine französische Nationalstraße, die als Schnellstraße eine Lücke der Autoroute A 34 „überbrückt“. Die N 244 ist als Teilstück der Europastraße 46 anzusehen. Sie ist als Kraftfahrstraße mit jeweils zwei Fahrstreifen je Richtung errichtet.

## Verlauf
Im Jahr 1979 wurde die Strecke errichtet und als Verbindung zwischen der A 34 und der früheren A 4 (heute: A 344) vorgesehen. Sie beginnt bei der geteilten Anschlussstelle 28, die einerseits zur Route nationale 44 schließt und andererseits bereits den Zubringer zur A 344 bildet. Die N 244 quert sodann den Canal de l’Aisne à la Marne und den Vesle. Die Anschlussstelle 29 der A 34 bildet dann den Knoten der N 244 mit der A 34 und der A 344. Die N 244 endet am Kreisverkehr mit der Route départementale 8.